# Battaglia di Preston (1715)
La battaglia di Preston venne combattuta tra il 9 ed il 14 novembre 1715 durante la rivolta giacobita del 1715 (spesso indicata come la prima rivolta giacobita o ribellione da parte dei sostenitori del governo Hannover), tra un esercito di ribelli giacobiti scozzesi ed inglesi e le truppe regolari del Regno di Gran Bretagna.

## Antefatti
I ribelli giacobiti si spostarono verso il sud dell'Inghilterra incontrando poca opposizione, e al momento in cui raggiunsero Preston nel Lancashire erano cresciuti fino a circa 4 000 elementi. Le loro truppe a cavallo entrarono a Preston nella notte del 9 novembre 1715, e mentre si avvicinavano due unità di dragoni e parte di un reggimento di milizia si ritirarono a Wigan.
Al generale Charles Wills fu ordinato di fermare la loro avanzata, e quindi lasciò Manchester l'11 novembre con sei reggimenti, arrivando il 12. Il leader giacobita Thomas Forster, uno scudiero di Northumberland, aveva intenzione di muoversi in quel giorno, ma appreso l'avvicinamento di Wills decise di rimanere e ritirò le truppe da una forte posizione difensiva presso il ponte Ribble, meno di un chilometro fuori da Preston.

## La battaglia
I giacobiti avevano eretto barricate lungo le strade principali, e Wills ordinò un attacco immediato che incontrò il fuoco dalle barricate e dalle case, con la conseguenza che l'attacco dei governativi fu respinto con gravi perdite. Wills aveva incendiato alcune case con l'obiettivo di diffondere il fuoco lungo le posizioni giacobite, e i giacobiti cercarono di fare lo stesso con le case presso le posizioni dei governativi. Durante la notte Wills ordinò di accendere delle luci nelle posizioni dei governativi per identificarle, aiutando i cecchini giacobiti, poi sempre durante la notte i giacobiti lasciarono la città. Una narrazione in forma di leggenda di queste azioni fu poi raccontata nella nota ballata di Lancashire Lo! The Bird is Fallen.
La mattina di domenica 13 novembre arrivaromo rinforzi per le forze governative e, trovando che la città non era stata sufficientemente controllata, Wills lasciò di stanza le truppe per evitare che l'esercito giacobita assediato potesse fuggire. I giacobiti aveva anche subito perdite nei combattimenti così come per delle disezioni durante la notte, e anche se l'intenzione degli Highlanders era quella di combattere e attaccare il nemico, Forster accettò che il suo colonnello Oxburgh aprisse i negoziati con Wills per la capitolazione a condizioni favorevoli. Ciò fu fatto senza informare gli Highlanders, ma Wills rifiutò di trattare con i ribelli. Quando gli Highlanders ne vennero a conoscenza, si infuriarono e sfilarono per le strade minacciando i giacobiti che sembravano avessero potuto anche alludere alla resa, e uccidendo o ferendo diverse persone.
Alle 07:00 di lunedì 14 novembre, Forster offrì la resa incondizionata che fu respinta a meno che non fosse valida anche per gli Highlanders, poi tornò con la conferma che i nobili scozzesi si sarebbero arresi alle stesse condizioni. Quando le forze governative entrato in città gli Highlanders erano stati radunati nella piazza del mercato pronti ad arrendersi.
1 468 giacobiti furono fatti prigionieri, 463 dei quali inglesi. George Seton quinto conte di Winton, William Gordon sesto visconte di Kenmure, William Maxwell quinto conte di Nithsdale e James Radclyffe terzo conte di Derwentwater furono tra quelli catturati e condannati a morte per tradimento, in un atto di privazione di titoli e diritti. Winton e Nithsdale riuscirono poi a fuggire dalla Torre di Londra. Diciassette giacobiti furono uccisi e 25 feriti, ma secondo fonti governative ci furono quasi 300 morti e feriti.
La battaglia di Preston è spesso citata come l'ultima combattuta sul suolo inglese, ma questo dipende dalla definizione di "battaglia" per le quali esistono diverse interpretazioni. Preston era un assedio piuttosto che una battaglia campale, ed in questo modo la battaglia di Sedgemoor combattuta nel 1685 è anche una concorrente per il titolo di ultima battaglia, così come la schermaglia a Clifton Moor vicino a Penrith, in Cumbria, il 18 dicembre 1745 durante la rivolta giacobita del 1745. Il fatto è, tuttavia, che c'era una grande quantità di combattimenti selvaggi nelle strade di tutto il paese durante la battaglia di Preston, molto più che nella maggior parte degli assedi. Era più come una battaglia, come ad esempio quella di St Albans (1455) nella guerra delle due rose, che è stata pure combattuta per le strade della città, ma che è universalmente considerata come una battaglia e non un assedio, come fu la battaglia di Reading (1688). La battaglia di Bossenden Wood, combattuta il 31 maggio 1838, è un concorrente molto più recente.